# Cyperus platycaulis
Cyperus platycaulis là loài thực vật có hoa trong họ Cói. Loài này được Baker mô tả khoa học đầu tiên năm 1887.